# Nävelsjö församling
Nävelsjö församling är en församling i Njudung-Östra Värends kontrakt i Växjö stift, Vetlanda kommun. Församlingen ingår i Vetlanda pastorat.
Församlingskyrka är Nävelsjö kyrka.

## Administrativ historik
Församlingen har medeltida ursprung.
Församlingen utgjorde tidigt ett eget pastorat för att senare fram till 1995 vara annexförsamling i pastoratet Björkö och Nävelsjö. Från 1995 var församlingen annexförsamling i pastoratet Vetlanda, Näsby, Björkö och Nävelsjö. Pastoratet utökades 2018.